# Мар'янівка (Райгородська сільська громада)
Мар'я́нівка — село в Україні, у Райгородській сільській громаді Гайсинського району Вінницької області. Населення становить 82 особи.

## Історія
Село засноване 1700 року.
22 червня 2016 року  Семенська сільська рада, в ході децентралізації, об'єднана з Райгородською сільською громадою.
17 липня 2020 року, в результаті адміністративно-територіальної реформи та ліквідації Немирівського району, село увійшло до складу Гайсинського району.

## Транспорт
Автобусне сполучення в Мар'янівку припинено, тому найкращий спосіб дістатися з Вінниці або Немирова — доїхати приміським поїздом сполученням Вінниця — Гайворон до станції Самчинці, що знаходиться у селі Райгород, і перетнути річку Південний Буг через пішохідний міст.